# Eugene Omoruyi
Pour les articles homonymes, voir Omoruyi.
Eugene Omoruyi, né le 14 février 1997 à Benin City au Nigéria, est un joueur canado-nigérian de basket-ball évoluant aux postes d'ailier et ailier fort.

## Biographie

### Carrière universitaire
Entre 2016 et 2019, il joue pour les Scarlet Knights de Rutgers.
En 2020 et 2021, il évolue pour les Ducks de l'Oregon.
Ayant terminé son cursus universitaire, il est automatiquement éligible à la draft NBA 2021.

### Carrière professionnelle

#### Mavericks de Dallas (2021)
Bien que non drafté, il signe, le 14 août 2021, un contrat two-way en faveur des Mavericks de Dallas. Le 26 décembre 2021, à la suite d'une opération nécessitant quatre à six mois de récupération, il est coupé.

#### Thunder d'Oklahoma City (2022-février 2023)
En juillet 2022, il signe un contrat two-way en faveur du Thunder d'Oklahoma City. En février 2023, son contrat est converti en un contrat standard,. Fin février 2023, il est coupé.

#### Pistons de Détroit (mars-avril 2023)
Début mars 2023, il signe un contrat de 10 jours aux Pistons de Détroit. Le 13 mars 2023, il en signe un second de suite dans le Michigan. Fin mars 2023, il signe définitivement jusqu'à la fin de saison à Détroit.

#### Wizards de Washington (2023-2024)
En juillet 2023, il s'engage avec les Wizards de Washington via un contrat two-way. En mars 2024, son contrat two-way est converti en un contrat standard jusqu'à la fin de saison.

#### Raptors de Toronto (2025)
En janvier 2025, il signe un contrat two-way avec les Raptors de Toronto mais ne jouera pas avec la franchise canadienne.

## Statistiques

### Universitaires
Les statistiques de Eugene Omoruyi en matchs universitaires sont les suivantes :
| Saison    | Équipe   | Matchs   | Titul.   | Min./m   | % Tir    | % 3pts   | % LF     | Rbds/m.  | Pass/m.  | Int/m.   | Ctr/m.   | Pts/m.   |
| --------- | -------- | -------- | -------- | -------- | -------- | -------- | -------- | -------- | -------- | -------- | -------- | -------- |
| 2016-2017 | Rutgers  | 33       | 11       | 12,0     | 34,9     | 00,0     | 62,5     | 2,20     | 1,00     | 0,50     | 0,30     | 2,40     |
| 2017-2018 | Rutgers  | 32       | 7        | 21,70    | 47,3     | 00,0     | 54,1     | 5,00     | 1,00     | 0,90     | 0,80     | 7,90     |
| 2018-2019 | Rutgers  | 28       | 26       | 29,2     | 44,5     | 31,1     | 71,4     | 7,20     | 2,40     | 0,70     | 0,30     | 13,80    |
| 2019-2020 | Oregon   | Redshirt | Redshirt | Redshirt | Redshirt | Redshirt | Redshirt | Redshirt | Redshirt | Redshirt | Redshirt | Redshirt |
| 2020-2021 | Oregon   | 28       | 28       | 30,6     | 47,3     | 37,6     | 76,5     | 5,40     | 2,30     | 1,50     | 0,60     | 17,10    |
| Carrière  | Carrière | 121      | 72       | 22,80    | 45,3     | 32,4     | 67,4     | 4,80     | 1,60     | 0,90     | 0,50     | 9,90     |

## Distinctions personnelles
- First-team All-Pac-12 (2021)